# UDig
uDig es un programa de software SIG producido por una comunidad liderada por la empresa consultora canadiense Refractions Research. Se basa en la Plataforma Eclipse y tiene características completas de SIG de código fuente abierto. Está escrito en Java y se encuentra bajo licencia pública general menor GNU (GPL).
uDig tiene un tutorial en Flash y también inició rápido de direcciones para aquellos que desean completar una compilación de la versión completa para escribir complementos o contribuir a la compilación principal.
uDig puede utilizar GRASS GIS para operaciones vectoriales complejas y también incrusta JGRASS y otras herramientas especializadas de hidrología de la máquina de Horton. Soporta de forma nativa archivos de forma (shapefiles), PostGIS, WMS y muchas otras fuentes de datos.

## Características
- Permite la conexión a servidores WFS (Web Feature Service) o acceso a través de Internet a objetos geográficos no sólo a efectos de su visualización en un mapa (WMS) sino además para consulta y descarga, es decir, en modo lectura y escritura.[1]